# 10649 VOC
في أو سي (ويعرف أيضًا باسم 10649 في أو سي وفق تسمية الكوكب الصغير) (بالإنجليزية: VOC)‏ هو كويكب ضمن حزام الكويكبات؛ وترتيبه 10649 من حيث الاكتشاف.
اكتُشف هذا الجُرم الفلكي بواسطة إنغريد فان هوتين-جرونفيلد في 24 سبتمبر 1960.

## وصلات خارجية
- 10649 VOC في قاعدة بيانات مختبر الدفع النفاث لأجرام النظام الشمسي الصغيرة

- الاكتشاف · مخطط المدار ·  العناصر المدارية · المعلمات المادية

- 10649 VOC على موقع ويكي سكاي: DSS2, SDSS, GALEX, IRAS, Hydrogen α, X-Ray, Astrophoto, Sky Map, Articles and images